# Tatus Fombellida
María Jesús «Tatus» Fombellida Kortazar (Rentería, 29 de diciembre de 1946) es una hostelera y directora de cine española, integrante del movimiento gastronómico de la nueva cocina vasca.

## Biografía
Nació en Rentería en el seno de una familia inmersa en el mundo de la cocina. Su madre María Ángeles y su padre Antonio, eran propietarios de uno de los restaurantes con más prestigio de Guipúzcoa, el Panier Fleuri de Rentería. Desde pequeña tuvo claro que quería ser hostelera.

### Trayectoria culinaria
Estudió en la Escuela de Hostelería de Madrid, siendo la única mujer en su promoción y la primera mujer que eligió ser encargada de sala. Luego realizó prácticas en Lausana (Suiza). Después de recibir un premio especial de promoción de la escuela de hostelería, comenzó a trabajar en el restaurante familiar en 1968 y se hizo cargo de su gestión en 1974, manteniendo el estilo belle époque del lugar. 
Fue la única mujer del grupo de cocineros que crearon la nueva cocina vasca. En agosto de 1977 organizó una de las cenas de este grupo en su restaurante. Empezaron a hacer equipo. Hasta entonces nadie que trabajara en la hostelería compartía recetas. Este grupo comenzó a colaborar, a reunirse para hablar de gastronomía, de la calidad de los productos, a elaborar menús que daban a degustar en sus restaurantes...
Posteriormente, en 1984, abrió su propio restaurante en el casco antiguo de San Sebastián, manteniendo su nombre y estilo. 
Es considerada «la dama de la cocina vasca», aunque ella misma se encarga de puntualizar que nunca ha sido cocinera pero que sí conocía "al dedillo" los platos que se servían en su restaurante.

### Trayectoria cinematográfica
En su adolescencia le regalaron un tomavistas y tras dos cortometrajes (Alco-Taba asesinos, 1976 y Los derechos humanos, 1977) comenzó una serie de trabajos sobre distintas obras de personas artesanas de País Vasco, comenzando en el 1976 con Kaiuku hasta 1984 con Errota.
Fundó junto con Miguel Ángel Quintana y otros la productora Video de Alta Banda (VideoLAN). Realizaron trabajos de tipo documental y comercial en colaboración con ETB, manteniéndose en activo hasta 1994.

## Premios y reconocimientos
- 1982 Premio Nacional de Gastronomía de España por su atención en sala.[3]
- 2019 Homenaje de GastroAndere en San Sebastián.[1]